# Гарьинский
Гарьинский — посёлок в Сыктывдинском районе Республики Коми в составе сельского поселения Пажга.

## География
Расположен на расстоянии примерно 26 км по прямой от районного центра села Выльгорт на юг-юго-запад.

## История
Известен с 1959 года как посёлок с 314 жителями. В 1970 проживало 675 человек, в 1989 — 539.

## Население
Постоянное население составляло 403 человека (русские 53 %, коми 32 %) в 2002 году, 331 — в 2010.